# ألاورين لا غراندي
بلدية الحَورِيِّين أو الهواريين أو (نقحرة: ألاورين إل غراندي) (بالإسبانية: Alhaurín el Grande) هي بلدية تقع في مقاطعة مالقة التابعة لمنطقة أندلوسيا جنوب إسبانيا.

## الديموغرافيا
بلغ عدد سكان بلدية الحَورِيِّين 23.807 نسمة عام 2011 (وفقاً للمعهد الوطني الإسباني للإحصاء).
| 16.859 | 16.870 | 17.941 | 20.074 | 21.776 | 23.319 | 23.807 |

## أعلام
- أنطونيو طيخيرو مولينا
- مابل